# Huancabamba (distrito de Oxapampa)
Huancabamba é um distrito do Peru, departamento de Pasco, localizada na província de Oxapampa.

## Transporte
O distrito de Huancabamba é servido pela seguinte rodovia:
- PE-18D, que liga o distrito de Pozuzo (Região de Pasco) à cidade de San Rafael (Região de Huánuco)
- PE-5NA, que liga a cidade de Yuyapichis (Região de Huánuco) ao distrito de San Luis de Shuaro (Região de Junín) [2][3][4]